# Can Gusi
Can Gusi és una antiga fàbrica tèxil del barri de Bufalà de Badalona, catalogada com a bé cultural d'interès local. Actualment és ocupada per l'Asil Roca i Pi, una institució fundada com a llegat per Vicenç de Roca i Pi per a l'atenció de pobres i malalts.

## Història

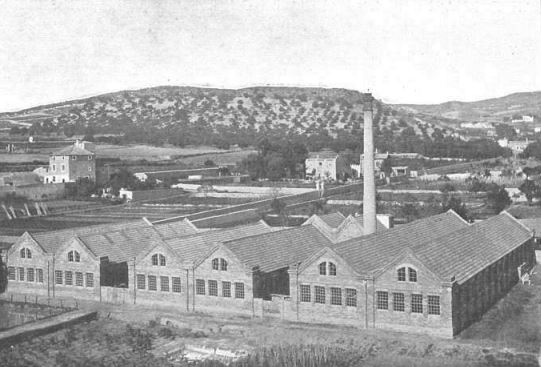
Can Gusi

Va ser projectada el 1899 per l'enginyer Josep Albert Barret i Moner (Barcelona, 1865-1918) per encàrrec de la societat Fills de Miquel Gusi, dedicada a la fabricació de teixits per a usos litúrgics.
Pel llegat de Vicenç de Roca i Pi (1780-1852), baró de Marmellar, es constituí una institució benèfica amb les rendes de les seves propietats per als pobres de Badalona, administrades pel rector i vicari de Santa Maria, amic del difunt. El 1912, havent tancat la fàbrica, va ser llogada pel Llegat Roca i Pi per a dedicar-la a asil d'ancians. La reforma fou probablement obra de l'arquitecte badaloní Joan Amigó i Barriga (1875-1958), que transformà les naus en dormitoris i menjador, les antigues oficines en capella, i la xemeneia en el pedestal d'un bust de Roca i Pi.

## Descripció
El recinte era originàriament una fàbrica de teixits, com s'evidencia en les tres naus paral·leles de maó vist, amb coberta a dues vessants, en l'ordenació general i en el que resta de la xemeneia, convertida en monument commemoratiu amb un bust de Vicenç de Roca i Pi. L'adaptació va consistir simplement a compartimentar els interiors de les naus i afegir-hi construccions accessòries.